# Écologie de l'espace
L'écologie de l'espace ou la durabilité de l'espace est l'ensemble des processus qui visent à préserver la sécurité et le bon fonctionnement de l'environnement spatial.
Concept analogue à la durabilité écologique sur Terre, l’écologie spatiale a pour but d’assurer que l’utilisation de l’espace pour les besoins présents de l’humanité ne compromettent pas les besoins des générations futures. L’écologie de l’espace a généralement pour objet d’étude l’espace proche de la Terre car cet environnement est le plus utilisé par les humains et donc le plus pertinent.
C’est un phénomène nouveau qui attire de plus en plus l’attention des spécialistes dû à la multiplication des lancements de satellites et autres vaisseaux spatiaux en orbite basse de la Terre,.
La multiplication d’objets spatiaux en orbite créent de plus en plus de débris spatiaux et par conséquent augmentent le risque de collision. Un accident futur sérieux pourrait interrompre le bon fonctionnement de l’environnement spatial au bénéfice de l’humanité.